# Melaloncha elongata
Melaloncha elongata är en tvåvingeart som beskrevs av Brown 2005. Melaloncha elongata ingår i släktet Melaloncha och familjen puckelflugor.
Artens utbredningsområde är Costa Rica. Inga underarter finns listade i Catalogue of Life.